# Ircinia novaezealandiae
Ircinia novaezealandiae är en svampdjursart som beskrevs av Patricia R. Bergquist 1961. Ircinia novaezealandiae ingår i släktet Ircinia och familjen Irciniidae. Inga underarter finns listade i Catalogue of Life.